# Delsbo församling
Delsbo församling är en församling i Dellenbygdens pastorat i Hälsinglands norra kontrakt i Uppsala stift. Församlingen ligger i den nordvästra delen av Hudiksvalls kommun i Gävleborgs län (Hälsingland).

## Administrativ historik
Församlingen har medeltida ursprung och utgjorde till 2018 ett eget pastorat.  Från 2018 ingår församlingen i ett pastorat med Bjuråker-Norrbo församling.

## Kyrkor
- Delsbo kyrka